# Balaguer: La herencia del tirano
Balaguer: La herencia del tirano es una película de tipo documental realizada en 1998 por el director y guionista dominicano René Fortunato. La cinta está centrada en Joaquín Balaguer, expresidente de la Républica Dominicana, y forma parte del esfuerzo del cineasta por dar a conocer la memoria histórica de su país. Fue proyectada en 2010, junto al resto de la producción cinematográfica de Fortunato, en el Centro Cultural Palacio de La Moneda durante la «Primera Muestra de Cine Documental Dominicano» patrocinada por la Cineteca Nacional de Chile.

## Contenido
La cinta describe los eventos ocurridos desde la muerte de Rafael Leónidas Trujillo en 1961, hasta la toma de posesión de Juan Bosch, candidato del Partido Revolucionario Dominicano, como presidente de la República Dominicana el 27 de febrero de 1963. Narra además la violencia que distinguió la presidencia de Balaguer y sus esfuerzos por mantenerse en el poder.

## Secuela
Este documental tiene una secuela: Balaguer: La violencia del poder, filmada en el año 2003.